# Richard Varga
Richard Varga (* 28. ledna 1989 Bratislava) je slovenský triatlonista.
V mládežnických kategoriích závodil v plavání, jako devatenáctiletý se rozhodl zaměřit na triatlon. V roce 2009 skončil desátý na juniorském mistrovství Evropy v zimním triatlonu. Je čtyřnásobným mistrem světa v aquatlonu z let 2010, 2012, 2013 a 2015, v roce 2016 skončil na druhém místě. Na mistrovství Evropy do 23 let v triatlonu 2012 získal stříbrnou medaili.
Startoval na olympiádě 2012 v Londýně, kde po plavecké části vedl a nakonec skončil na 22. místě. V roce 2015 obsadil čtvrté místo na mistrovství Evropy v triatlonu a páté místo na Evropských hrách. Na olympiádě 2016 v Rio de Janeiro držel první místo ještě na 42. kilometru, ale pak mu došly síly a doběhl jako jedenáctý. V celkovém pořadí seriálu mistrovství světa v triatlonu 2016 se umístil na 34. příčce.